# Québecs geografi

Karta över Québec

Québec är sedan 1867 en av Kanadas provinser och upptar ett stort territorium (1 535 843 km²) i nordöstra Nordamerika.

## Geografisk läge
I väst gränsar Québec mot provinsen Ontario och har kuster mot Jamesbukten och Hudson Bay. I öst delar Québec gränser med Newfoundland och Labrador och i sydöst med New Brunswick. Däremellan ligger Saint Lawrenceviken med Anticostiön (Île d'Anticosti) och Îles de la Madeleine norr om provinsen Prince Edward Island. I syd gränsar Québec mot USA:s delstater Maine, New Hampshire, Vermont och New York. I norr avskiljs Ungavahalvön (Peninsule d'Ungava) och Ungavabukten från Baffinön av Hudsonsundet.

## Befolkning
Québecs norra delar, tidigare kallade Ungavaregionen, är i princip helt obefolkade och tillfördes provinsen i två omgångar så sent som 1898 respektive 1912. 90 procent av Québecs yta upptas av Kanadensiska skölden, det urberg som täcker nordöstra Nordamerika och Grönland. Endast 2 procent av Québecs yta ytgörs av odlingsbar mark, men de nordliga regionerna erbjuder med sin skog (35 procent av arealen är produktiv skogsmark) och sina sjöar och floder viktiga näringar i form av pappers-, pappersmassaindustri och vattenkraft (nästan hälften av Kanadas totala produktion av vattenenergi). De nordligaste regionerna i Québec utgör en del av den inuitiska nationen och kallas Nunavik. Klimatet där är arktiskt eller subarktiskt. 
Det mest tätbefolkade området i Québec är den bördiga dalen kring Saint Lawrencefloden (Fleuve Saint-Laurent) i söder, med huvudstaden Québec och Montréal, den största staden i Québec. Norr om Montréal ligger Laurentiska bergen (Laurentides), världens äldsta bergskedja, och i öst Appalacherna som sträcker sig in i området Estrie samt in på Gaspéhalvön längs Saint Lawrencevikens södra kust.

## Floddal
Av tradition tänker man sig Saint Lawrencefloden med en öst-västlig sträckning och människor i till exempel Montréal säger gärna att de "åker norrut mot bergen". Flodens sträckning är emellertid nordost-sydvästlig och Montréalborna beger sig i praktiken nästan mer åt väst när de reser till bergen. 

## Konflikt
Québec erkänner inte gränsen mot Labrador såsom den drogs av Judicial Committee of the Privy Council (i London) 1927.